# كوا متوجة
كوا متوجة (الاسم العلمي: Coua cristata) (بالإنجليزية: Crested Coua)‏ هي نوع من الطيور يتبع جنس الكوا من الفصيلة الواقواقية.

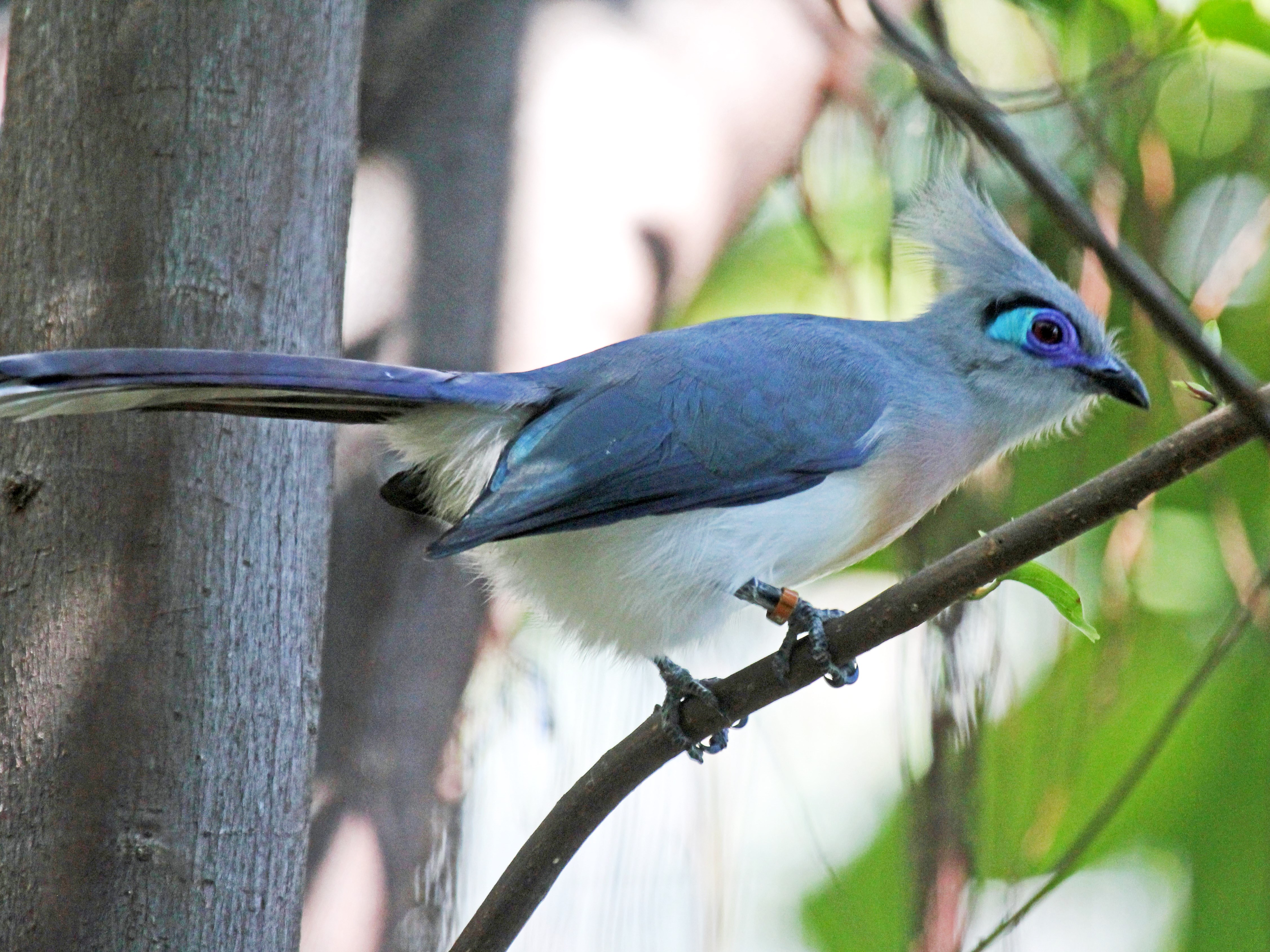
At حديقة حيوانات سان دييغو
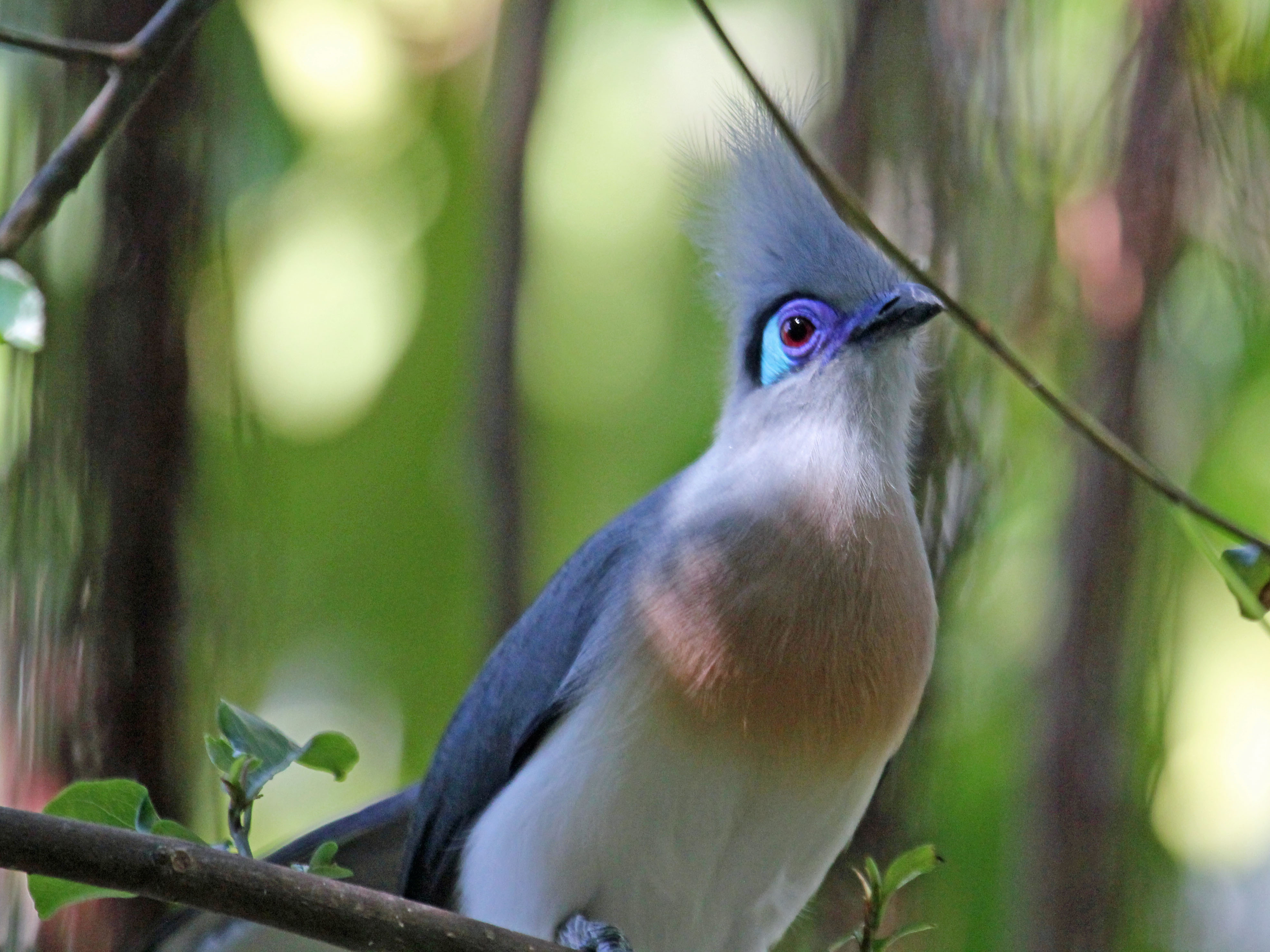
At حديقة حيوانات سان دييغو
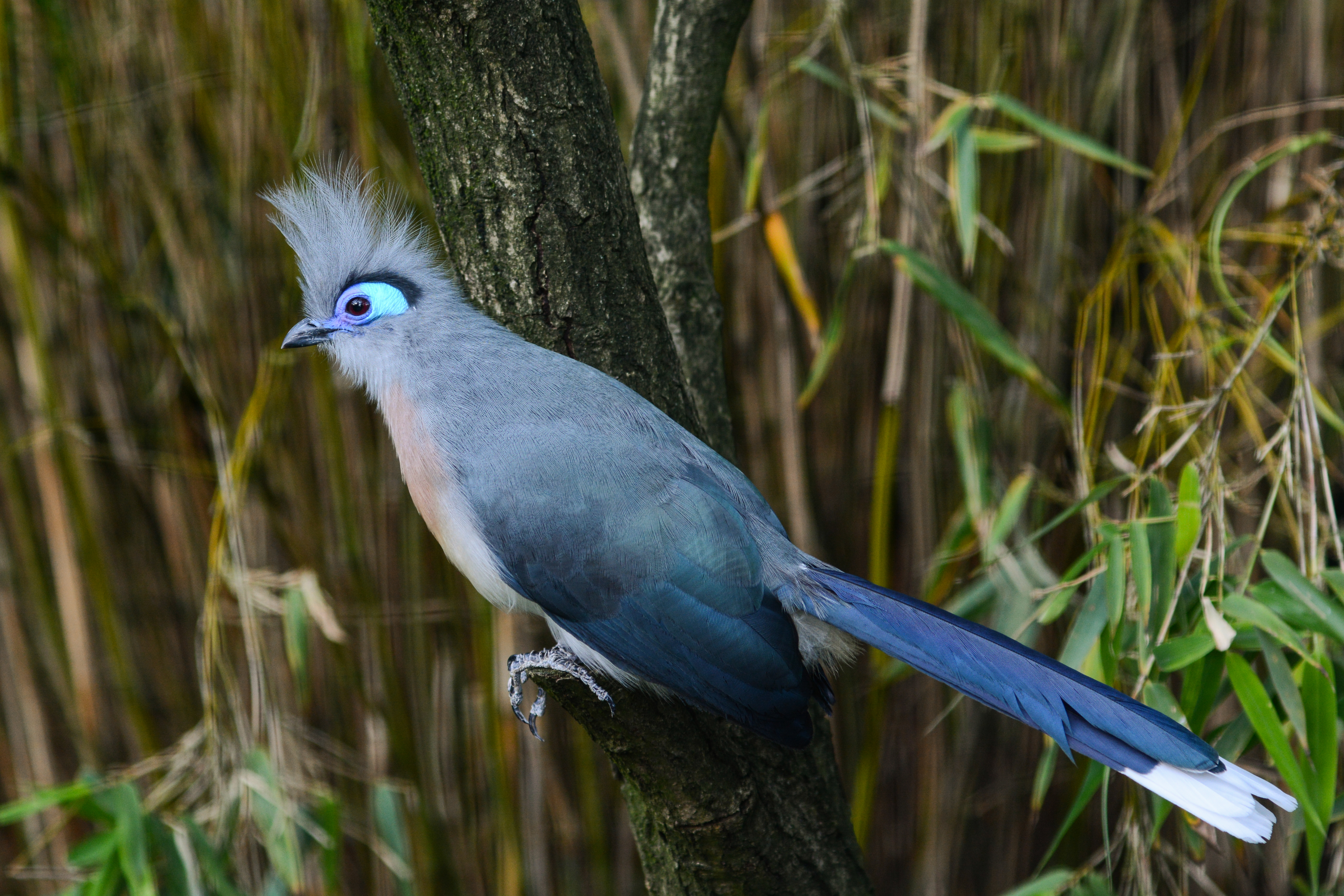
At Weltvogelpark Walsrode, Germany